# Molly of Denali
《Molly of Denali》 데날리의 몰리는 미국의 컴퓨터 애니메이션 텔레비전 시리즈이다.

2022년 10월 7일 한국 초연 KBS Kids

## 방송
- PBS Kids (2019-현재)
- CBC Kids (2019-현재)
- 한국방송공사 (10월 7, 2022-)